# Dusona rufiventris
Dusona rufiventris là một loài tò vò trong họ Ichneumonidae.